# Curtis Act
Le Curtis Act of 1898 est un amendement au Dawes Act qui traite de la colonisation des terres des Cinq tribus civilisées de l'Oklahoma (Choctaw, Chickasaw, Creek, Cherokee et Séminole). Ces peuples amérindiens étaient jusqu'alors exempts du General Allotment Act de 1887, également connu sous le nom de Dawes Act ou encore Dawes Severalty Act d'après son concepteur Henry Laurens Dawes. La loi, officiellement intitulée Act for the Protection of the People of Indian Territory date du 28 juin 1898 et tient son nom de son auteur, le sénateur du Kansas Charles Curtis (1860–1936).
Le Curtis Act abolissait les courts et les gouvernements tribaux dans le Territoire indien de l'Oklahoma et permettait à l'Oklahoma de devenir un État des États-Unis quelques années plus tard. Désormais, les territoires amérindiens passaient sous la souveraineté du gouvernement américain.